# Coccobius maculatus
Coccobius maculatus är en stekelart som beskrevs av Huang 1994. Coccobius maculatus ingår i släktet Coccobius och familjen växtlussteklar. Inga underarter finns listade i Catalogue of Life.